# Sterculia frondosa
Sterculia frondosa là một loài thực vật có hoa trong họ Cẩm quỳ. Loài này được Rich. miêu tả khoa học đầu tiên năm 1792.